# Albury (Australie)
Pour les articles homonymes, voir Albury.
Albury est une ville australienne située dans la zone d'administration locale du même nom, dont elle est le siège, en Nouvelle-Galles du Sud.

## Géographie
Elle est située au pied des Alpes australiennes à 164 m d'altitude, sur la rive nord du Murray, à 550 km de Sydney et seulement à 310 km de Melbourne. Elle constitue une agglomération avec la ville voisine de Wodonga dans l'État du Victoria qui regroupe près de 100 000 habitants.

## Histoire
Il existe peu de traces et de renseignements sur les premiers occupants de la ville. La région était occupée toutefois depuis des milliers d'années par les aborigènes Wiradjuri. Les explorateurs anglais Hamilton Hume et William Hovell arrivent sur le site de la future Albury le 16 novembre 1824.
En 1844, un premier bac est mis en service sur le fleuve. En 1851, après la séparation de la région en deux États, la ville devient une ville frontière et se développe par son poste de douanes. En 1860, un pont est lancé sur le Murray. Des exilés allemands s'installent à l'époque dans la région où ils introduisent la culture de la vigne, des céréales alors que qu'une industrie d'aval comme les laiteries, les caves vinicoles, les minoteries et les brasseries fait son apparition.

## Climat
Albury a un climat subtropical humide (Köppen: Cfa) avec des étés chauds et relativement secs et des hivers frais et assez plus humides. La pluviométrie est modérée: 646,5 mm par an. La ville a 108.0 jours clairs et 125.7 jours nuageux annuellement. La température la plus élevée enregistrée est de 46,1 ºC le 4 janvier 2020, tandis que la température la plus basse est de −4,0 ºC le 8 août 1994. Les donnés ensoleillements ont été pris de la station météo de Rutherglen Research.
| Mois                                | jan.  | fév.  | mars  | avril | mai   | juin | jui.  | août  | sep. | oct.  | nov. | déc.  | année |
| ----------------------------------- | ----- | ----- | ----- | ----- | ----- | ---- | ----- | ----- | ---- | ----- | ---- | ----- | ----- |
| Température minimale moyenne (°C)   | 16,8  | 16,2  | 13,1  | 8,5   | 5,5   | 3,7  | 3,1   | 3,6   | 5,6  | 8,2   | 11,8 | 14,1  | 9,2   |
| Température maximale moyenne (°C)   | 32,3  | 31,1  | 27,8  | 22,6  | 17,6  | 14   | 13,3  | 14,9  | 18,1 | 21,9  | 26,1 | 29,5  | 22,4  |
| Record de froid (°C)                | 6     | 6,8   | 4,3   | 0,6   | −2,4  | −3,7 | −3,5  | −4    | −1,9 | −0,5  | 2,4  | 4,5   | −4    |
| Record de chaleur (°C)              | 46,1  | 44,8  | 38,5  | 34,6  | 28,8  | 21,8 | 20,5  | 24,3  | 31,3 | 36    | 41,8 | 43,2  | 46,1  |
| Ensoleillement (h)                  | 313,1 | 282,5 | 272,8 | 228   | 161,2 | 120  | 127,1 | 173,6 | 207  | 260,4 | 276  | 288,3 | 2 710 |
| Précipitations (mm)                 | 54,2  | 41,7  | 45,3  | 40,9  | 51,3  | 62,2 | 64,8  | 66,1  | 56,5 | 52,8  | 66,9 | 42,3  | 646,5 |
| Nombre de jours avec précipitations | 6,3   | 5,1   | 5,6   | 6,2   | 9,5   | 14,2 | 16,4  | 14    | 10,5 | 8,4   | 8,3  | 6,7   | 111,2 |
| Humidité relative (%)               | 28    | 33    | 34    | 41    | 54    | 64   | 64    | 57    | 53   | 45    | 39   | 30    | 45    |

## Démographie
| 2001   | 2006   | 2011   | 2016   | 2021   |
| ------ | ------ | ------ | ------ | ------ |
| 42 005 | 43 787 | 45 627 | 47 974 | 53 677 |

## Bâtiments

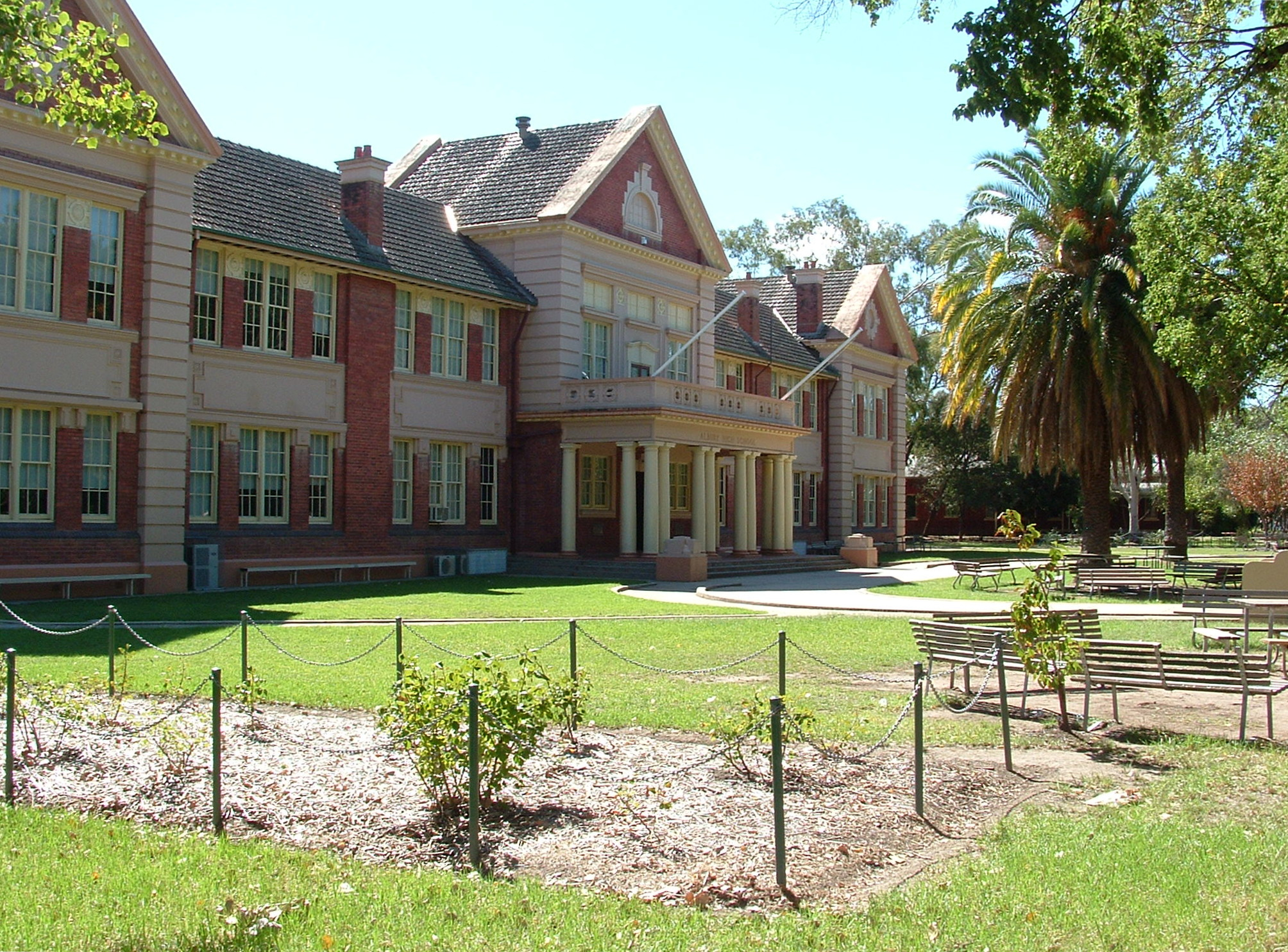
L'école d'Albury
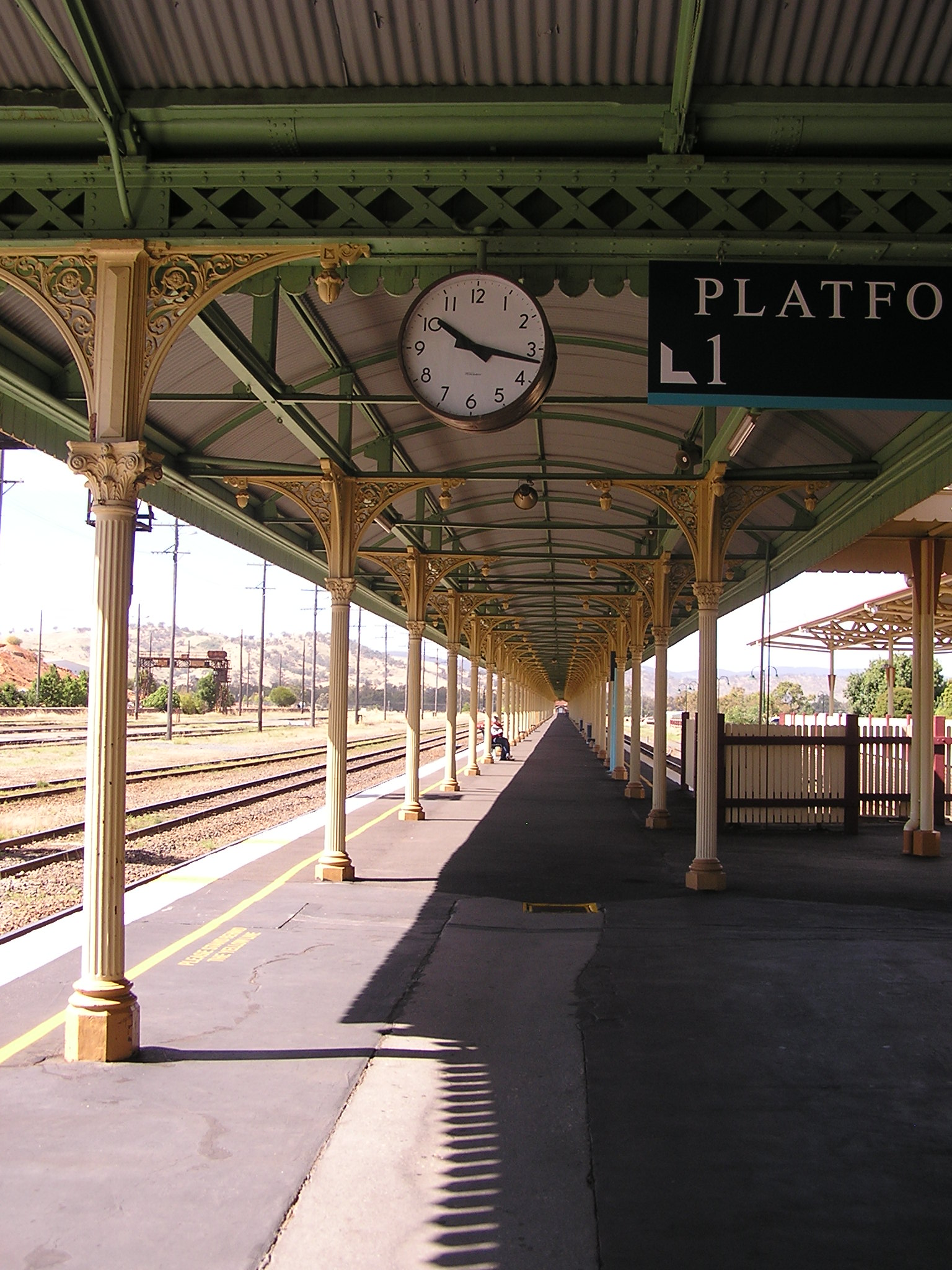
La gare d'Albury
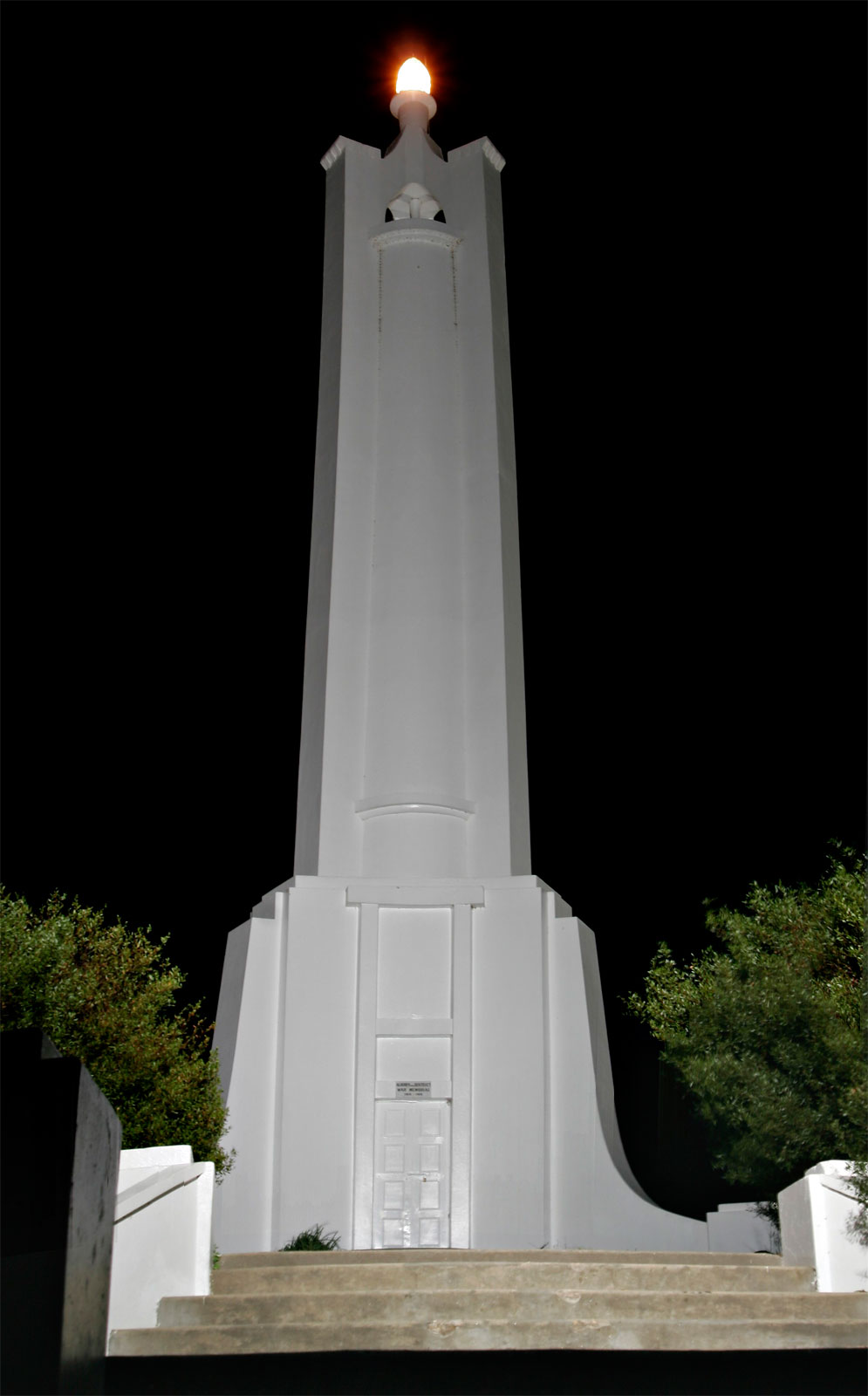
Le monument aux morts la nuit

## Personnalités liées à la ville
- Hayley Jensen, chanteuse et compositrice, y est née en 1983.
- Lloyd Newson, le chorégraphe de danse contemporaine y est né en 1956.
- Richard Roxburgh, l'acteur, y est né en 1962.
- Clementine Stoney, la nageuse championne olympique, y est née en 1981.
- Margaret Smith Court, joueuse de tennis et vainqueur de 62 titres du Grand Chelem, y est née en 1942.